# 磯部ゆき
磯部 ゆき（いそべ ゆき、1990年8月7日 - ）は神奈川県出身のモデル・リポーター。貿易事業も行なっている。2013年10月からVERTEX所属。東洋英和女学院大学出身。ミスコンの日本大会出場やドイツ・イギリスへの留学経験もある。

## プロフィール
- 身長： 170cm
- サイズ： B.80 W.60 H.88
- 血液型： A型

## 活動
- 2012・2014 ミス・インターナショナル ファイナリスト[1]
- 2013 ミス・アースジャパンファイナリスト
- USTREAM MC
- デジャヴ「イミュ」Web広告
- メディア対抗ロードスター4時間耐久レース　USTREAMイメージガール
- サントリープレミアムモルツ　グラフィック
- 総合医療展
- Tokyo Fashion Collection

他。